# Bitka za Kijev (2022.)
Bitka za Kijev bila je bitka koja se odvijala tijekom Invazije Rusije na Ukrajinu, u veljači i ožujku 2022. Odvijala se na pravcu ruskih djelovanja iz smjera Bjelorusije prema glavnom gradu Ukrajine, Kijevu. Završila je pobjedom ukrajinskih snaga i povlačenjem Rusa sa sjevera Ukrajine.

## Kontekst
Dana 24. veljače 2022., u 05:00 po lokalnom vremenu (06:00 po moskovskom vremenu), predsjednik Ruske Federacije Vladimir Putin najavio je pokretanje "specijalne vojne operacije" u istočnoj Ukrajini. Nekoliko minuta kasnije, počeli su raketni udari diljem Ukrajine, uključujući glavni grad Kijev. Tijekom ofanzive prema Kijevu, ruske kopnene snage ušle su u Kijevsku oblast, sukobivši se s ukrajinskim snagama koje su branile prilaze glavnom gradu. Vjerojatni cilj ofanzive na Kijev bilo je uspostaviti kontrolu nad glavnim gradom Ukrajine u kojem se nalazi vrhovno ukrajinsko vojno zapovjedništvo i vlada.

## Tijek događaja

### 24. veljače
U rano jutro 24. veljače, ruske vojne snage počele su izvoditi topničke i raketne napade na ciljeve u Kijevskoj oblasti, uključujući i međunarodnu zračnu luku Borispilj, koja je primarna zračna luka u Kijevu.
Kasnije tijekom dana, ruske snage, prethodno stacionirane na teritoriju Bjelorusijie prešle su granicu i ušle u Kijevsku oblast sa sjevera. Rusi su preuzeli kontrolu nad nuklearnom elektranom Černobil, koja se nalazi blizu granice, nakon okršaja s ukrajinskim postrojbama.
Ruski padobranci tijekom dana desantirani su na zračnu luku Hostomelj, te su nakratko preuzeli kontrolu nad njom, nakon čega su otpočele intenzivne borbe za kontrolu zračne luke. Ruske padobrance kasnije su od zračne luke otjerale ukrajinske trupe. Ruske snage također su pokušale još jedan desant u blizini Kijevskog rezervoara.
U noći 24. veljače ukrajinski predsjednik Volodimir Zelenski izjavio je da se "subverzivne skupine" približavaju Kijevu.

### 25. veljače
Dana 25. veljače 2022., nakon što su djelomično probile ukrajinsku crtu kod Ivankiva, ruske snage ušle su u Kijev sa sjevera. Prva skupina ruskih diverzanata prerušenih u ukrajinske vojnike poražena je.Tijekom jutra 25. veljače, rusko zrakoplovstvo nastavilo je s bombardiranjem glavnog grada, gađajući centar Kijeva. Ukrajinske snage su kasnije srušile ruski zrakoplov iznad Kijeva; zrakoplov se srušio na stambeno naselje s devet katova, zapalivši zgradu.
U 06:47, jedinica ukrajinske vojske digla je u zrak most preko rijeke Teteriv kod Ivankiva, zaustavivši rusku tenkovsku kolonu koja je napredovala iz Černobila. Glavni stožer Oružanih snaga Ukrajine kasnije je rekao da su ukrajinski desantni vojnici sudjelovali u okršaju s Rusima u kod Ivankiva i Dymera.
Sredinom jutra, ruske snage ušle su u oblast Obolon, u sjevernom dijelu grada. Tijekom cijelog dana čula se pucnjava u nekoliko gradskih četvrti; Ukrajinski dužnosnici govorili su o pucnjavi kao sukobu s ruskim vojnicima.
Ukrajinski predsjednik Volodimir Zelenskij pozvao je građane Kijeva da na ruske napade odgovore molotovljevim koktelima, a građanima je podijeljeno 18 000 komada oružja. Ukrajinci su mobilizirali i snage Teritorijalne obrane. Tijekom dana ukrajinske snage uništile su rusku vojnu kolonu na mostu u gradu Irpin južno od Hostemela, uništivši najmanje jedno vozilo i likvidiravši posadu. Nakon žestoke pucnjavi u Kijevu, tijekom noći 25. veljače, ukrajinske snage su tvrdile da su ubile oko 60 ruskih diverzanata.

### 26. veljače
U rano jutro 26. veljače, ruski padobranci počeli su se spuštati u grad Vasilkiv, južno od Kijeva, kako bi zauzeli zračnu bazu Vasilkiv. U bitci koja je uslijedila započele su teške borbe oko kontrole nad gradom. U 01:30 ukrajinske snage tvrde da su ukrajinski borbeni avioni Su-27 oborili ruski Iljušin Il-76 s padobrancima iznad Vasilkiva. Oko 03:20 ukrajinska Državna agencija za posebne komunikacije izvijestila je o drugom oborenom Il-76 iznad grada Bile Cerkve. Unatoč ukrajinskom protuzračnom djelovanju, dio ruskih padobranaca uspješno je sletio južno od Kijeva, blizu Vasilkiva i stupio u borbeni kontakt s postrojbama TO-a. U 7:30 ukrajinski dužnosnici izvijestili su da su teritorijalci, uz potporu zrakoplovstva, uspješno odbili padobrance.
Oko 03:00, više od 48 eksplozija u 30 minuta zabilježeno je u sjevernoj kijevskoj četvrti Troješčina,  gdje se ukrajinska vojska borila u blizini elektrane CHP-6 s Rusima. BBC je izvijestio da bi napad mogao biti pokušaj prekida opskrbe strujom. Teške borbe zabilježene su blizu kijevskog zoološkog vrta i četvrti Šuljavka. Ruske snage počele su službeno napadati Kijev kasnije u ranim jutarnjim satima, bombardirajući grad topništvom i pokušavajući zauzeti elektranu i vojnu bazu unutar grada. Ukrajinske snage uspjele su obraniti oba cilja.
Oko 8:12 (EET) ruski projektil je pogodio stambenu zgradu u Aveniji Valerija Lobranovskog. Međutim, nijedan smrtni slučaj nije bio zabilježen.
Kijevsku hidroelektranu, koja se nalazi sjeverno od grada u predgrađu Višgoroda, zauzele su ruske snage. Dana 26. veljače, ukrajinske snage su natrag zauzele elektranu. Ukrajinska protuzračna obrana također je navodno zaustavila projektil usmjeren na postrojenje. Interfax je naveo da bi poplave mogle uništiti "cijelu lijevu obalu Kijeva" ako bi brana elektrane propala.
Ukrajinski ministar unutarnjih poslova Denis Monastirskij izjavio je da su dobrovoljci u Kijevu dobili više od 25.000 jurišnih pušaka, oko 10 milijuna metaka, te granata i lansera na raketni pogon.

### 27. veljače
Skladište nafte u selu Kriachky kod Vasylkiva zapalilo se nakon što je pogođeno projektilima. Vatrogasci nisu uspjeli doći do njega zbog teških borbi u zračnoj bazi kod Vasilkiva. Također su prekinute isporuke plina Kijevu. Odlagalište radioaktivnog otpada u blizini Kijeva pogođeno je zračnim napadima, ali samo skladište je izbjeglo udar. Istodobno, bilo je izvješća o borbama koje su se vodile u sjeveroistočnom predgrađu Kijeva, Kalinivka. Kanal 24 tvrdio da je ukrajinska vojska uništila konvoj tenkova u Hostomelu i ubila generala Magomeda Tušajeva. Čečenski predsjednik Ramzan Kadirov je međutim tvrdio da je živ i objavio video na kojem se navodno vidi zajedno s Anzorom Bisajevim, još jednim čečenskim zapovjednikom.
U jutarnjim časovima 27. veljače, ruski zračni napad pogodio je stambenu zgradu u malom gradu Buči, koji se nalazi južno od Hostomela. Borbe su također zabilježene u Buči, a ukrajinske snage uništile su most u gradu kako bi usporile napredovanje ruskih snaga. Gradonačelnik susjednog grada Irpina, Markošin Aleksandar, kasnije je tvrdio da su ukrajinske snage uništile most između njega i Buče. Kasnije su se na društvenim mrežama pojavile video snimke na kojima se vidi uništeni oklop i nekoliko mrtvih vojnika. Kasnije, 27. veljače, na satelitskim je snimkama viđen veliki ruski konvoj koji je krenuo prema Ivankivu. 
Ruske snage koje su zaobišle Černihiv 24. veljače počele su se približavati Kijevu sa sjeveroistoka. Gradonačelnik Kijeva Vitali Kličko rekao je za Associated Press da je Kijev potpuno opkoljen, što onemogućuje evakuaciju građana. Međutim, kasnije je ispravio svoje komentare. Iz njegovog ureda je rečeno da govori figurativno. Prema Guardianu, na cestama koje vode iz Kijeva s juga nije bilo ruskih snaga.
U noći 27. veljače, ruski konvoj pokušao je postaviti bazu u metrou Siretc, što je završilo smrtonosnim sukobom s ukrajinskim vojnicima. Ruski vojnici pucali su i na ukrajinski vojni autobus, što je rezultiralo nepoznatim brojem žrtava.

### 28. veljače
Ukrajinski dužnosnik izjavio je da je u rano jutro 28. veljače uništena kolona ruske vojne opreme u selu Makariv, koje se nalazi zapadno od Kijeva. Ujutro 28. veljače, Ministarstvo obrane Ujedinjenog Kraljevstva saopćilo je da je većina ruskih kopnenih snaga ostala više od 30 km sjeverno od Kijeva, nakon što je usporen ukrajinski otpor u zračnoj luci Hostomel. Maxar Technologies je objavio satelitske snimke na kojima se vidi ruska kolona, uključujući tenkove i samohodno topništvo, koja putuje prema Kijevu. Satelitske slike koje je snimio Maxar Technologies zabilježile su veliki ruski konvoj dug preko 27 kilometara koji se približava Kijevu sa sjevera i bio je otprilike 39 kilometara od središta Kijeva.Tvrtka je u početku izjavila da je konvoj bio dugačak otprilike 27 km, ali je kasnije tog dana pojasnila da je kolona zapravo bila više od 64 km duga.
Dana 28. veljače, tijekom borbi u Ivankivu uništen je Povijesni i zavičajni muzej Ivankiv, pri čemu su uništena mnoga djela ukrajinske slikarice Marije Primačenko. U noći 28. veljače, ruske snage ispalile su projektil 9K720 Iskander na vojno komunikacijsko središte u istočnom predgrađu Brovary, usmrtivši jednu osobu i ranivši pet osoba prema Igoru Sapozhku, gradonačelniku Brovara.
Dana 28. veljače, rusko Ministarstvo obrane optužilo je ukrajinsku vladu da koristi civile u Kijevu kao živi štit proglašavajući policijski sat i nagovarajući ih da ostanu u svojim domovima. Rusi su također okrivili Ukrajince koje je naoružala vlada za nasilje u gradu, za koje je ukrajinska vlada okrivila ruske sabotere. Novi val ruskih trupa napredovao je prema gradu, ali je bilo malo izravnih borbi.
Ukrajinske vlasti izdale su priopćenje da je 28. veljače 7 ljudi poginulo, a 44 su ozlijeđene.

### 1. ožujka
Ujutro 1. ožujka, rusko Ministarstvo obrane izdalo je upozorenje civilima da namjeravaju gađati ukrajinske prijenosne objekte oko Kijeva i da svi stanovnici u blizini trebaju napustiti to područje. Nekoliko sati kasnije, ruski projektil pogodio je televizijski toranj Kijev, prekinuvši televizijski prijenos, usmrtivši pet osoba, a ranivši petero ljudi. Memorijalni centar Holokausta Babin Jar potvrdio je da je druga raketa namijenjena tornju slučajno pogodila obližnje spomen obilježje masakra u Babinu Jaru.
Rusko granatiranje pogodilo je područja Rusanivke i Kurenivke, Bojarke, Višneve, kao i područje oko međunarodne zračne luke Kijev.

### 2. ožujka
U ranim jutarnjim satima 2. ožujka, ukrajinske zračne snage su tvrdile da su oborile dva ruska Suhoj Su-35 iznad Kijeva.
Kasnije ujutro Kličko je izjavio da je ruska vojska počela okruživati grad u pokušaju da izvrši blokadu. Kličko je za Channel 24 rekao da se tenkovi približavaju Kijevu iz Bjelorusije i da ukrajinske vlasti provjeravaju pripravnost ukrajinskih kontrolnih točaka. Šefica obavještajne službe Estonskih obrambenih snaga Margo Grosberg procijenila je da će napredujući ruski konvoj stići u predgrađe Kijeva za najmanje dva dana, nakon čega će pokušati opsaditi grad. Poljski predsjednik Andrzej Duda rekao je da mu je Volodimir Zelenski rekao da se ukrajinske snage neće povući iz Kijeva.
Izvještava se da je Irpin 2. ožujka pretrpio teška oštećenja nakon što ga je pogodio projektil. Valerij Zalužnji, vrhovni zapovjednik Oružanih snaga Ukrajine, kasnije je izjavio da su ukrajinske trupe ponovno zauzele Makariv.

### 3. ožujka
Dana 3. ožujka, New York Times je procijenio da se više od 15.000 ljudi skrivalo u gradskoj podzemnoj željeznici.
Ministarstvo obrane Ujedinjenog Kraljevstva objavilo je priopćenje da je u posljednja tri dana ruski konvoj koji je napredovao postigao "mali vidljiv napredak".

### 4. ožujka
Novi val granatiranja pogodio je centar Kijeva, uključujući i kvart Borščahivka. CNN-ova istraga o videozapisima na društvenim mrežama koji prikazuju posljedice raketnih napada pokazala je da su zračni napadi pogodili poslovni centar i mnoge višekatnice u zapadnim dijelovima grada. Ukrajinske snage izvršile su protunapad na Hostomel, tvrdeći da su ponovno zauzele grad nakon što su ubile 50 pripadnika 31. zasebne gardijske zračno-jurišne brigade. Uništena je i kolona ruskog mehaniziranog pješaštva koja je napredovala prema gradu. Dva civila su ubijena, a četiri ranjena nakon što je rusko granatiranje pogodilo automobil u selu Vorzel u okruzi Bucha, prema regionalnom tužiteljstvu u Kijevu. U selu Markhalivka šest civila je ubijeno u ruskom zračnom napadu prema lokalnoj policiji.
4. ožujka se izvjestilo da je oklopna ruska kolona stigla u blizini Brovarija, a Institut za proučavanje rata navodi da su vjerojatno došli autocestom koja povezuje Sumy i Kijev preko Romnya i Prilukya, kao i autocestom koja povezuje Krolevets i Kijev preko Baturina i Bobryk. Dodaje se da se ukrajinske snage možda nisu oduprle svom napredovanju budući da je to područje ravno i rijetko naseljeno, a neke ruske snage su možda također stigle tamo zaobilazeći Černihiv.

### 6. ožujka
Oleksiy Arestovych, savjetnik u Uredu ukrajinskog predsjednika, izjavio je da su ruske snage zauzele Buchu i Hostomel 5. ožujka, ali nisu dopuštale civilima da se evakuiraju unatoč mnogobrojnim ozljedama djece. U Irpinu je rusko granatiranje pogodilo kontrolni punkt za evakuaciju. Prema riječima gradonačelnika Aleksandra Markušina, ubijeno je osam civila. Ukrajinsko Ministarstvo unutarnjih poslova u međuvremenu je priopćilo da je pet osoba ubijeno kada su ruske snage pucale na ukrajinski kontrolni punkt u selu Yasnohorodka. Prema ukrajinskom Ministarstvu vanjskih poslova, u granatiranju je ranjen i gradonačelnik Buche Anatolij Fedoruk.

### 7. ožujka
Gradsko vijeće Hostomela priopćilo je 7. ožujka da je gradonačelnik Jurij Prilipko ubijen nakon što su ruske snage pucale na njega dok je dijelio hranu i lijekove civilima. Gradonačelnik Irpina Olkesandr Markushin je u međuvremenu zarobljen. U Makarivu je najmanje 13 civila ubijeno u ruskom zračnom napadu na tvornicu kruha, javljaju lokalne hitne službe.

### 9. ožujka
Ujutro su ruske snage ponovno počele granatirati grad, što je izazvalo nekoliko eksplozija. Kasnije tog dana ruske i ukrajinske vlasti dogovorile su se napraviti privremeni humanitarni koridor, što je rezultiralo masovnom evakuacijom civila iz predgrađa.

## Epilog i evaluacija bitke
Prema mišljenju hrvatskog vojnog stručnjaka Nikole Brzice, ruska je vojska u inicijalnoj fazi intervencije, kod Kijeva doživjela debakl. Brzica primjećuje da su: "Rusi krenuli na Kijev na isti način, na koji su 1968. krenuli na Čehoslovačku i 1979. na Afganistan.", oslanjajući se na "zauzimanje zračne luke pored glavnog grada, dopremanje velikog broja vojnika, likvidaciju državnog vrha i preuzimanje vlasti na brzinu"., što im nije uspjelo u Kijevu. "Oni su krenuli iz Bjelorusije stotinjak kilometara od Kijeva [...] kolone su zapele na cestama i nastali su problemi." Na kraju zaključuje da su Rusi zbog spoznaje da kod Kijeva započetu bitku ne mogu uspješno završiti, povukli svoje snage i premjestili ih na istok Ukrajine, unatoč gubicima i drugim problemima tih postrojbi, dočim su kod samog Kijeva ostavili masovne grobnice i hrpe ubijenih civila.Prema pisanju Washington posta, stanovitu ulogu u sabotiranju ruskih napora u Bitci za Kijev odigrali su i bjeloruski antiratni aktivisti (željeznički radnici, hakeri i dr.). Oni su sabotažama na bjeloruskoj željezničkoj mreži na koju se je jako oslanjala Ruska vojska u napadu na sjever Ukrajine, natjerali Ruse da se pri snabdijevanju moraju oslanjati na kamione, što je usporilo njihova napredovanja u Ukrajini.

## Galerija
- Kijev tijekom raketnog napada (24.2.2022.)